# Нићифор Палеолог
Нићифор Палеолог (грч. Νικηφόρος Παλαιολόγος; умро 18. октобра 1081) био је византијски генерал из 11. века.

## Биографија
Нићифор је први познати члан породице Палеолог, која је на крају постала последња владајућа династија Византијског царства од 1259. до 1453. године. Имао је два сина, Георгија/Ђорђа и Николу. Ђорђе Палеолог је такође постао генерал и био је један од главних присталица цара Алексија I Комнина (1081–1118). Преко Георгија и његовог пра-праунука Андроника Палеолога, каснија династија Палеолога вуче порекло.
Нићифор је први пут посведочен током кратке владавине цара Романа IV Диогена (1068–1071). Присталица династије Дука, био је непријатељски расположен према цару Роману IV и члан опозиције око цезара Јована Дуке и Михаила Псела. Након пада цара Романа IV након катастрофалне битке код Манцикерта (1071), Нићифор је послат на исток против норманског плаћеника Русела де Бајела, који се побунио против царске владавине. Након што је окупио око 6.000 плаћеника у Грузији, сукобио се са Руселом, али су његове грузијске трупе пребегле и он је поражен. Године 1077. забележен је као дукс (војни гувернер) Месопотамије. Иако је био лојалан династији Дука и цару Михаилу VII Дуки (1071–1078), дозволио је свом сину Ђорђу да се придружи побуни Нићифора Вотанијата, који је постао цар као Нићифор III (1078–1081).
Године 1081, Нићифор је поново остао веран цару Нићифору III Вотанијату када су се подигли Комнини под командом Алексија Комнина, иако су његов син Ђорђе и Дука подржавали Комнине. Према "Алексијади" Ане Комнине, отац и син су се чак срели током уласка комнинских снага у Константинопољ 1. априла 1081. године, у ономе што Василе Скоулатос описује као једну од „најстраственијих“ сцена дела. Већ тада је Нићифор покушао да наведе цара Нићифора III Вотанијата на отпор, позивајући га да му препусти команду над Варјашком гардом и покуша да одбрани царску палату, али узалуд. Затим је покушао да посредује и предложио је да Алексија усвоји цар Нићифор III Вотанијат и преузме де факто контролу над Царством, док би овај задржао почасни положај цара, али су на инсистирање цезара Јована Дуке, Комнини одбили овај предлог. На крају, цар Нићифор III Вотанијат је абдицирао.
Нићифор је прихватио цара Алексија I за свог новог цара и пратио га у његовом походу исте године против Нормана под вођством војводе Роберта Гвискара. Борио се и погинуо у бици код Драча против Гвискарових снага 18. октобра 1081. године.